# Likbent parallelltrapets

Ett likbent parallelltrapets med symmetriaxel markerad.

Ett likbent parallelltrapets är ett parallelltrapets där de icke-parallella sidorna är lika långa. I ett likbent parallelltrapets är basvinklarna parvis lika stora.
Specialfall av likbenta parallelltrapetser är rektangel och kvadrat.